# حسین احمد صلاح
حسین احمد صلاح (عربی: حسين أحمد صلاح؛ زادهٔ ۳۱ دسامبر ۱۹۵۶) دونده ماراتن و دونده دو استقامت اهل جیبوتی بود.
از افتخارات وی میتوان به کسب مدال برنز دو ماراتن در بازی‌های المپیک تابستانی ۱۹۸۸ اشاره کرد.